# Jędrzej de Pelikan-Krupiński
Jędrzej Jan de Pelikan-Krupiński (ur. 8 marca 1939 w Krakowie) – polski zootechnik, specjalista w zakresie genetyki zwierząt i hodowli owiec, profesor nauk rolniczych, długoletni dyrektor Instytutu Zootechniki – Państwowego Instytutu Badawczego.

## Życiorys
Pracował początkowo w zawodzie zegarmistrza. W latach 1958–1963 studiował zootechnikę w Wyższej Szkole Rolniczej w Krakowie. W 1971 uzyskał stopień doktora na podstawie pracy Wpływ mleczności owiec merynosowych na opasanie jagniąt. W 1981 habilitował się w oparciu o rozprawę zatytułowaną Ocena przydatności tryków ras mięsnych do krzyżowania towarowego z maciorkami merynosa polskiego. W 1990 otrzymał tytuł profesora nauk rolniczych. Specjalizował się w zagadnieniach z zakresu genetyki zwierząt i hodowli owiec.
Pracował na macierzystej uczelni w Zakładzie Hodowli Owiec. Od 1972 do 1975 był wicedyrektorem Państwowego Ośrodka Hodowli Zarodowej w Suszu. W 1975 podjął pracę w Instytucie Zootechniki. Był sekretarzem naukowym, kierownikiem Pracowni Technologii Chowu i Żywienia Owiec oraz kierownikiem Zakładu Hodowli Owiec. W 1983 został zastępcą dyrektora ds. naukowo-badawczych. W 1987 objął funkcję dyrektora Instytutu Zootechniki, którą sprawował do 2013. Powołany m.in. w skład Komitetu Nauk Zootechnicznych Polskiej Akademii Nauk.

## Odznaczenia i wyróżnienia
W 2011 za wybitne osiągnięcia w dziedzinie genetyki i hodowli zwierząt, za działalność dydaktyczną, prezydent Bronisław Komorowski odznaczył go Krzyżem Komandorskim Orderu Odrodzenia Polski. Wcześniej otrzymał Krzyże Kawalerski i Oficerski tego orderu.
W 1995 wyróżniony tytułem doktora honoris causa Akademii Rolniczej w Szczecinie.